# Province de Chiang Rai
Chiang Rai (en thaï : เชียงราย) est la province (changwat) la plus septentrionale de Thaïlande. Elle est frontalière de la Birmanie (État Shan) et du Laos (provinces de Bokeo et de Sayaboury). Sa capitale est la ville de Chiang Rai.
C’est dans cette province que se situe le Triangle d‘or.
La frontière triangulaire avec les trois pays, la Thaïlande, le Laos et le Myanmar, se situe au confluent du Mékong et de son affluent en rive droite le Ruak dans l’agglomération de Sop Ruak.

## Curiosité
- La montagne de la Dame endormie Doi Nang Non célèbre pour son parc national de Tham Luang-Khun Nang Non très fréquenté et sa grotte de Tham Luang où de jeunes footballeurs furent piégés puis secourus en 2018
- Les parcs nationaux de Doi Luang, Nam Kok, Mae Puem, Phu Sang, Khun Chae et Phu Chi Fa
- Le jardin botanique de Mae Fah Luang au sommet de la montagne Doi Tung[1]
- Le village de Mae Salong[2]
- Le geyser Taweesin etc.

## Subdivisions

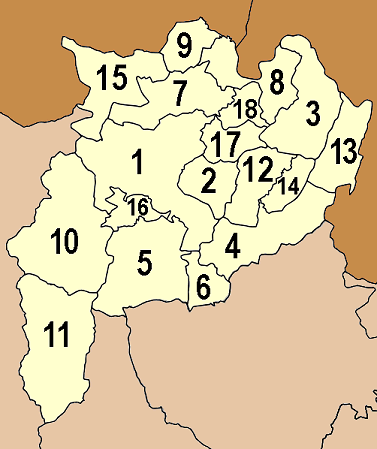
Carte des amphoe de la province de Chiang Rai.

La province thaïlandaise de Chiang Rai est subdivisée en 18 districts (amphoe) : 
| - 1 Mueang Chiang Rai (en) - 2 Wiang Chai (en) - 3 Chiang Khong (en) - 4 Thoeng (en) - 5 Phan (en) - 6 Pa Daet (en) - 7 Mae Chan (en) - 8 Chiang Saen (en) - 9 Mae Sai (en) | 10 Mae Suai (en) 11 Wiang Pa Pao 12 Phaya Mengrai (en) 13 Wiang Kaen (en) 14 Khun Tan (en) 15 Mae Fa Luang (en) 16 Mae Lao (en) 17 Wiang Chiang Rung (en) 18 Doi Luang (en) |

Ces districts sont eux-mêmes subdivisés en 124 sous-districts (tambon) et 1 751 villages (muban).

## Galeries

Culture du riz
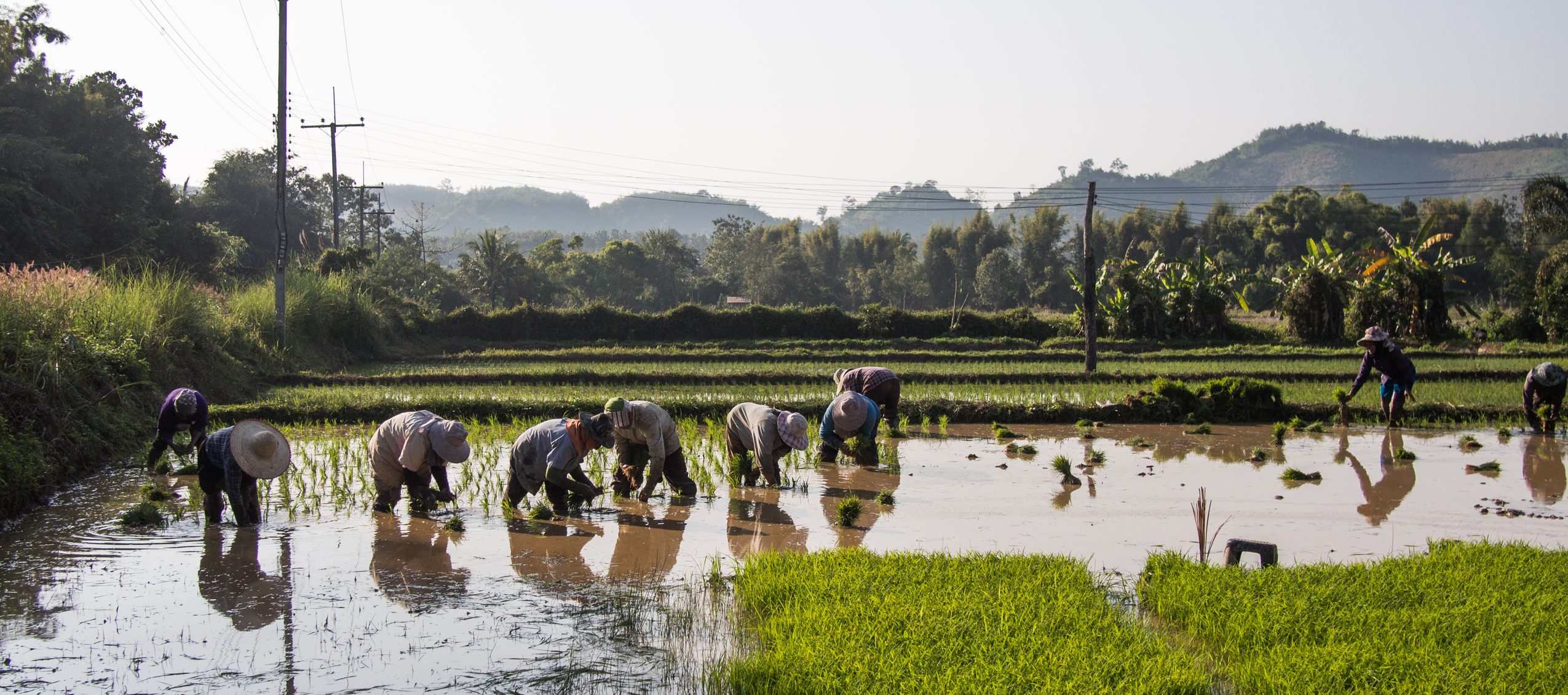
District de Mae Chan
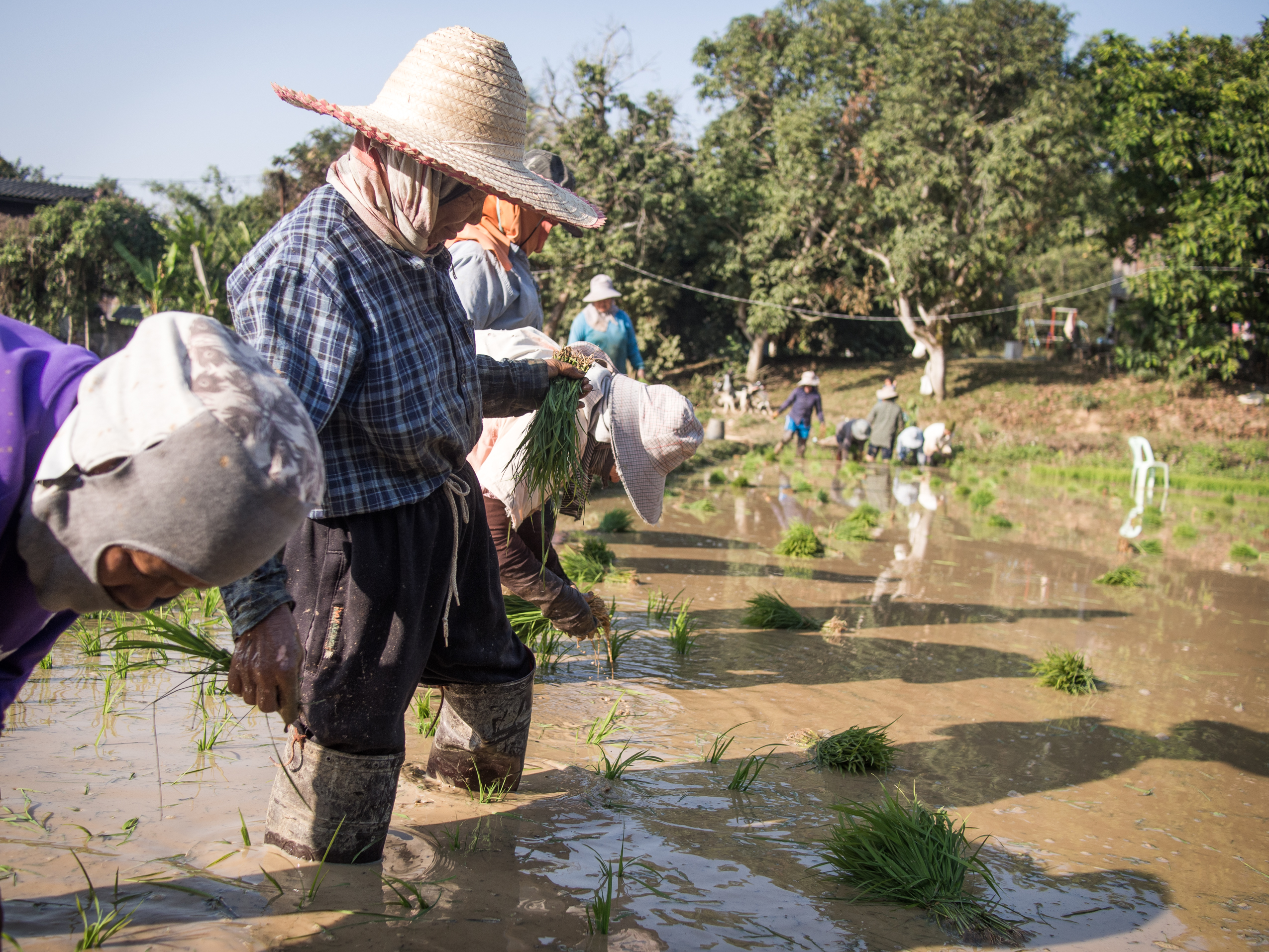
District de Mae Chan
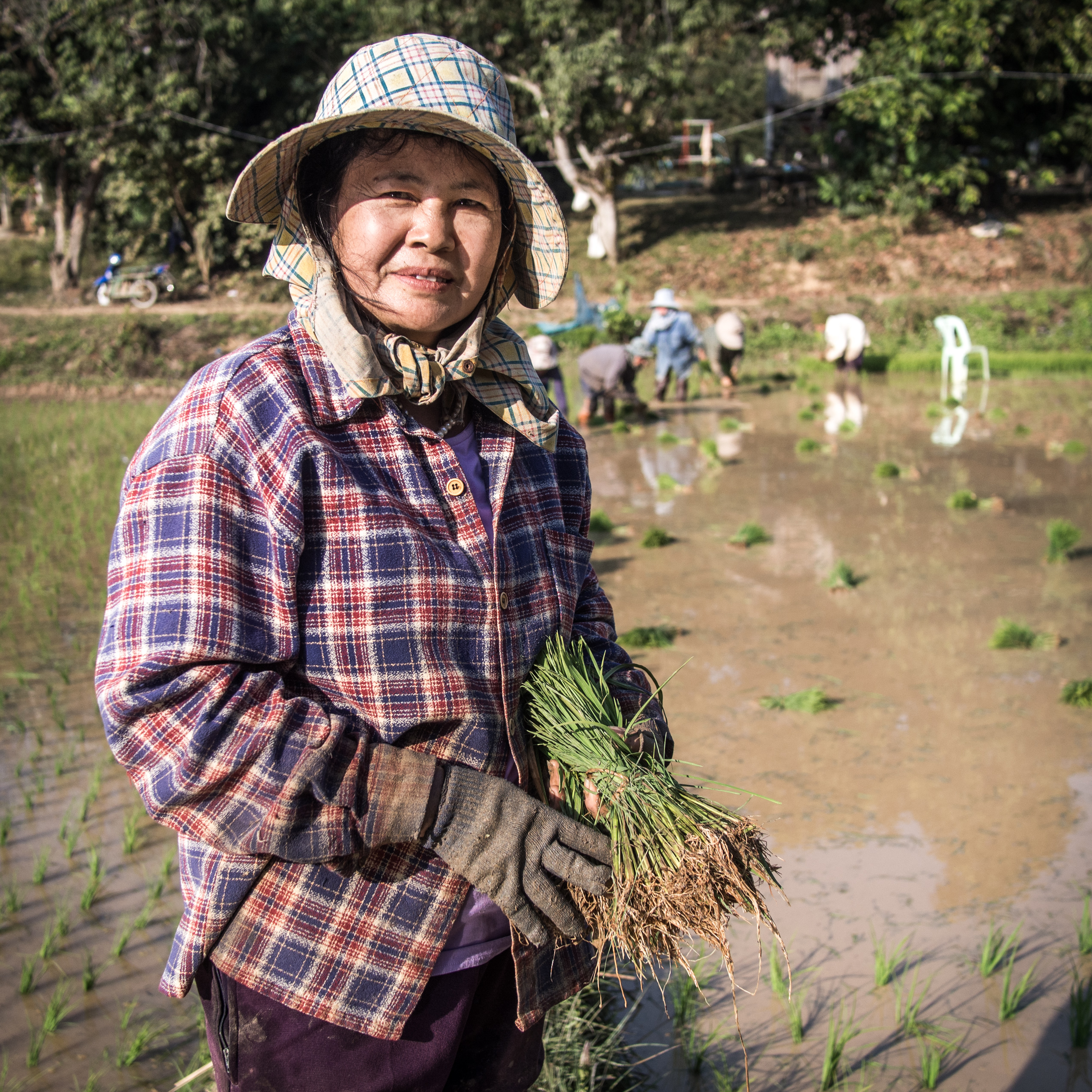
District de Mae Chan
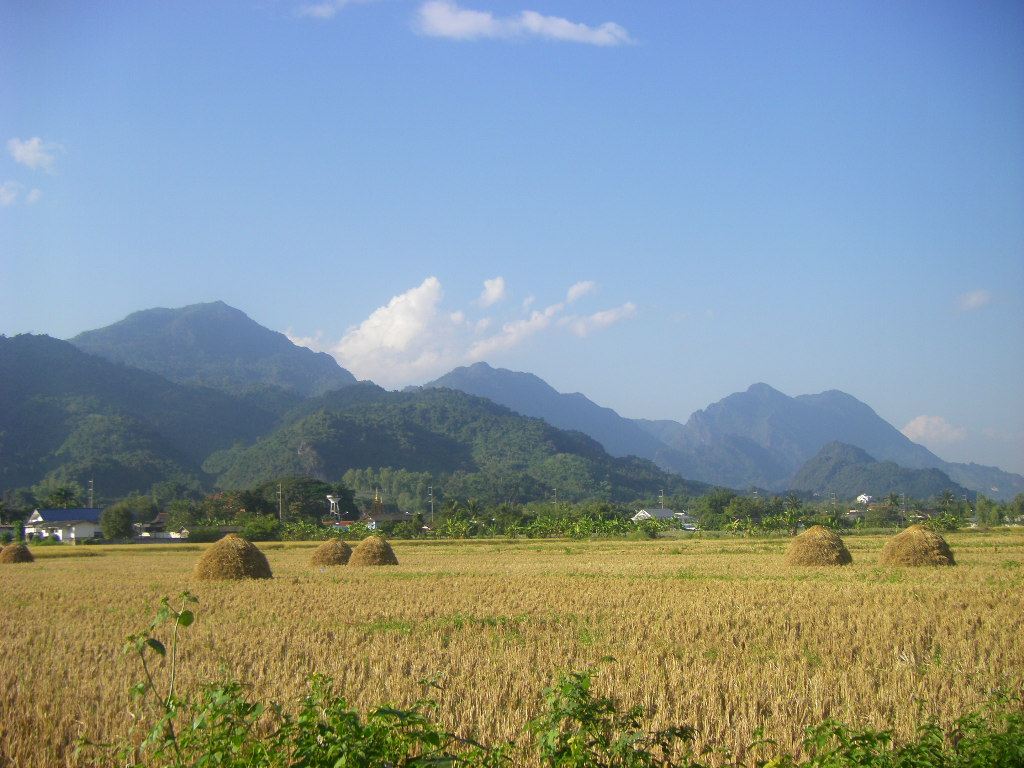
Doi Nang Non, district de Mae Sai
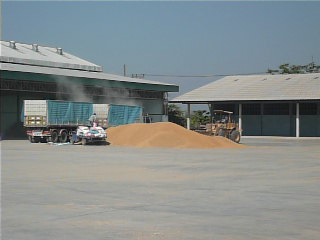
District de Mae Sai

Jeyser Taweesin et son jardin, province de Chiang Rai, district de Wiang Pa Pao
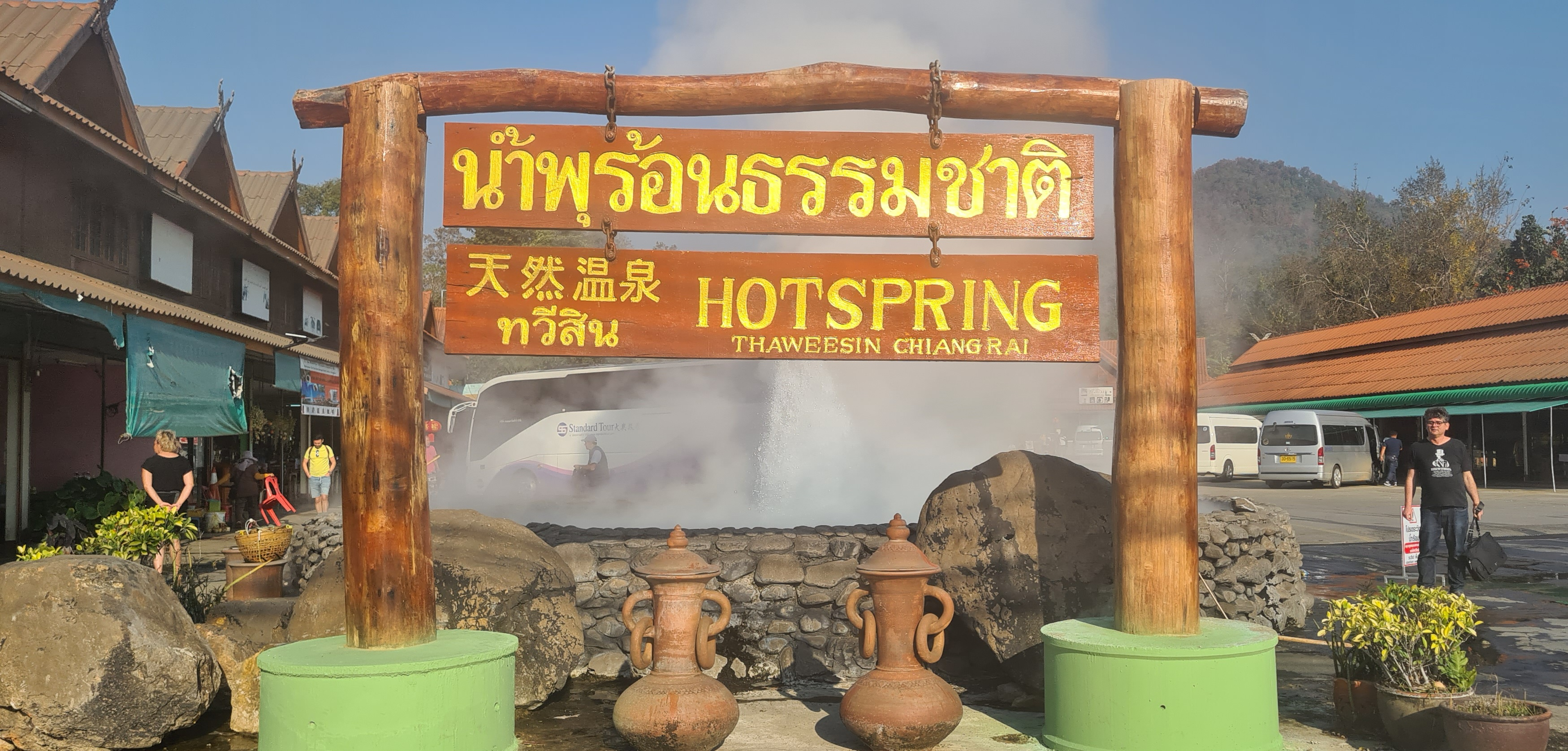
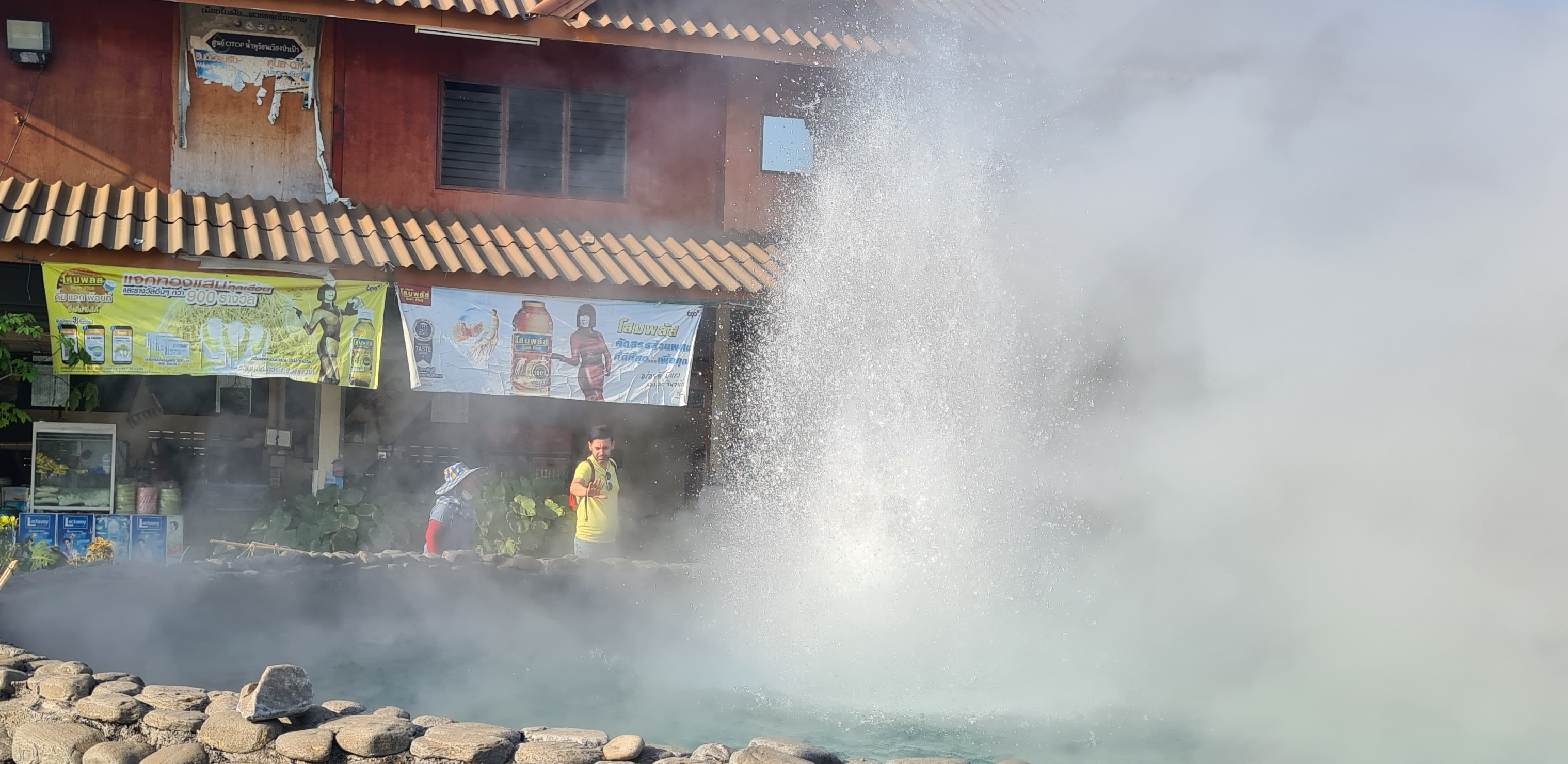
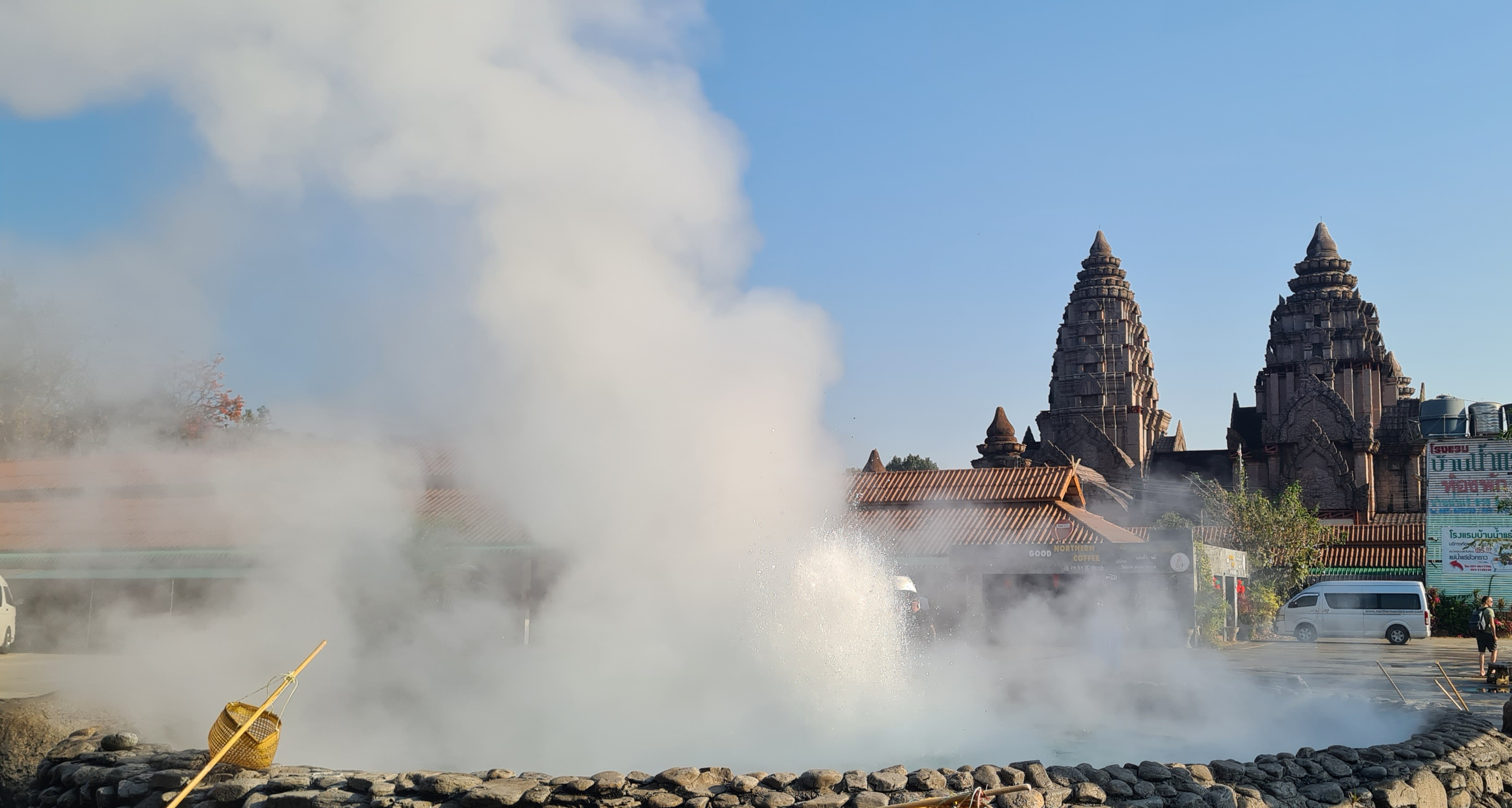
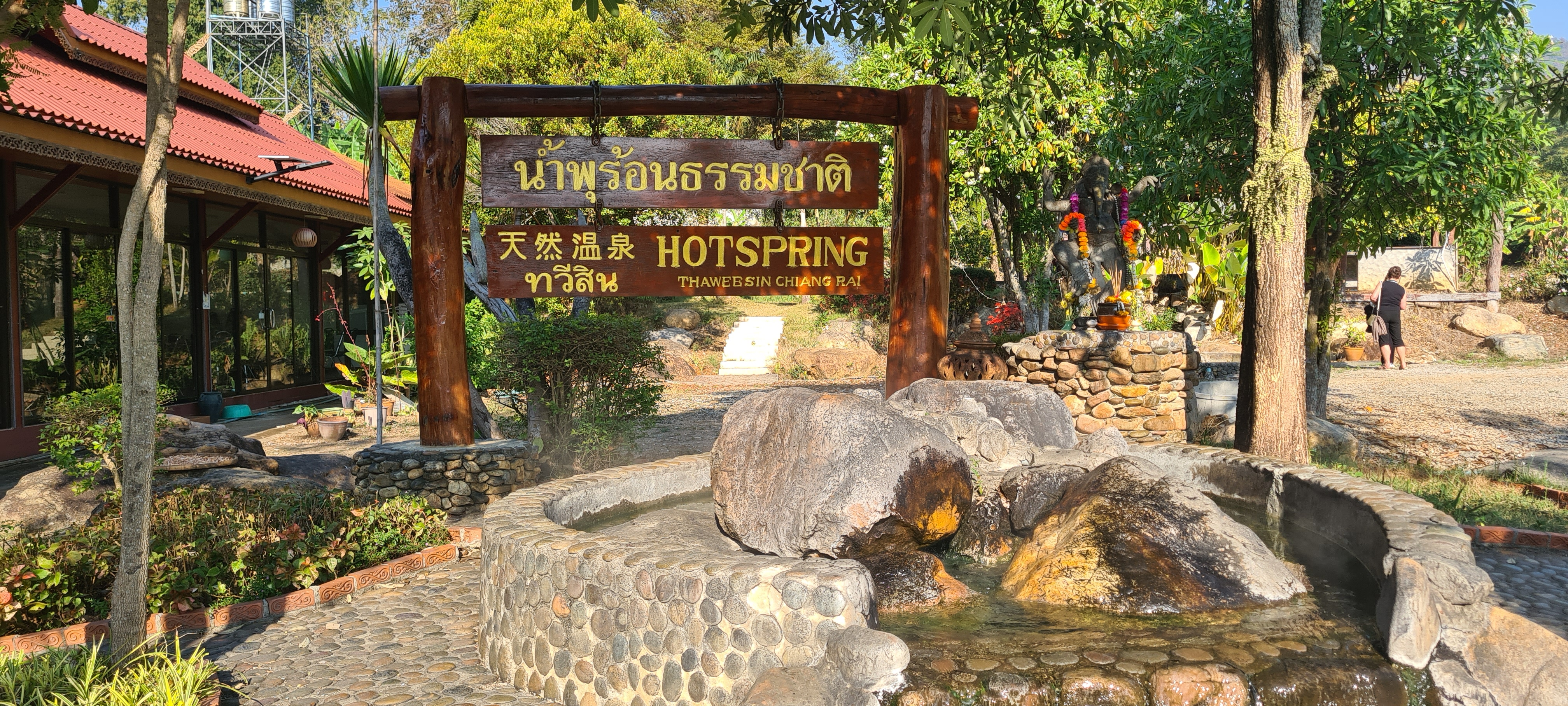
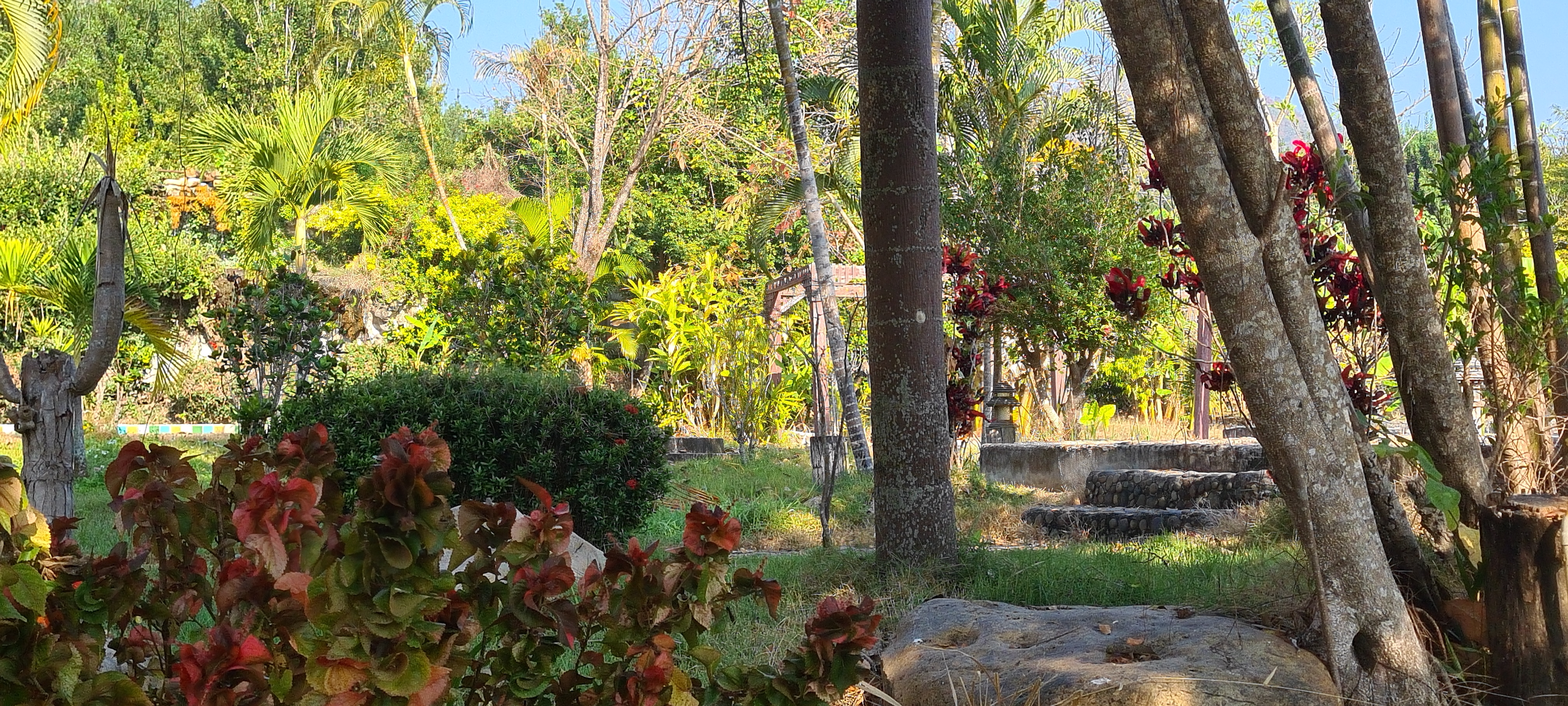
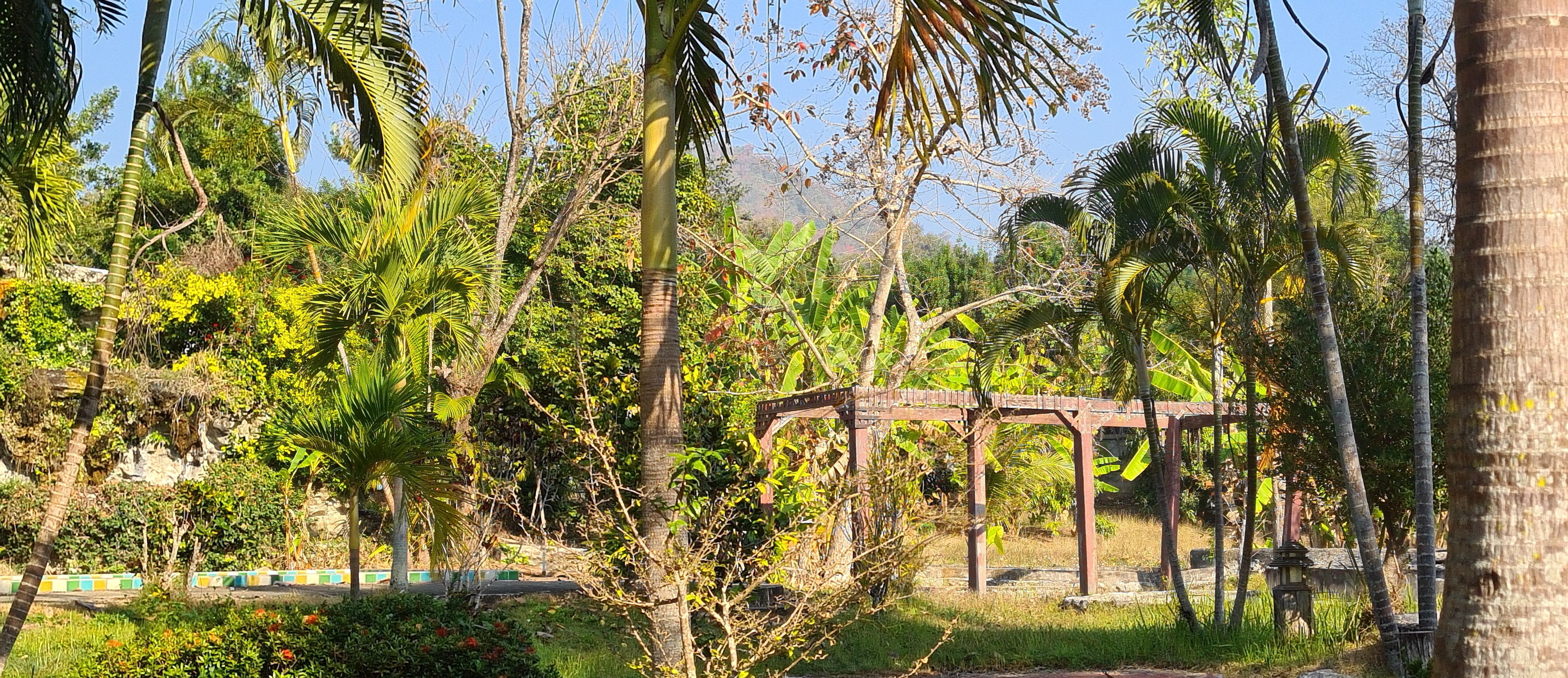